# 马克·迪特鲁
马克·保罗·阿兰·迪特鲁（發音：[maʁk pɔl alɛ̃ dytʁu]），比利时連環殺手、连环强奸犯和儿童猥亵者。他起初于1989年因绑架和强奸五名年轻女孩而被定罪，但服刑仅三年便获得假释。1996年，他因涉嫌绑架、折磨和性虐待六名年仅8至19岁的女孩且杀害其中四人而再次被捕。2004年，迪特鲁被定罪，判处终身监禁。
迪特鲁的同伙包括米歇尔·马丁、米歇尔·勒列夫尔、米歇尔·尼乌尔和贝尔纳·魏因施泰因。马丁是迪特鲁的妻子，被判有罪，判处三十年监禁。勒列夫尔被判处二十五年监禁。尼乌尔是“布鲁塞尔商人、酒吧老板和性派对常客”，他最初被指控为绑架案的共犯，后因证据不足而被无罪释放；不过，他被判参与人口及毒品贩运，判处五年监禁。魏因施泰因未受审，因为他在被认定为共犯之前便已被迪特鲁谋杀。
迪特鲁首次受审所获的宽大处理，以及警方在调查其谋杀案方面的不力，使比利时民众普遍对该国刑事司法系统不满，致使比利时执法机构彻底重组。1996年10月20日，逾30万民众在布鲁塞尔举行白色游行，抗议警方对迪特鲁案的处理不当。